# Asola (India)
Asola è una suddivisione dell'India, classificata come census town, di 5.002 abitanti, situata nel distretto di Delhi Sud, nello territorio federato di Delhi. In base al numero di abitanti la città rientra nella classe V (da 5.000 a 9.999 persone).

## Geografia fisica
La città è situata a 28° 26' 48 N e 77° 13' 10 E.

## Società

### Evoluzione demografica
Al censimento del 2001 la popolazione di Asola assommava a 5.002 persone, delle quali 2.800 maschi e 2.202 femmine. I bambini di età inferiore o uguale ai sei anni assommavano a 842, dei quali 443 maschi e 399 femmine. Infine, coloro che erano in grado di saper almeno leggere e scrivere erano 3.297, dei quali 2.027 maschi e 1.270 femmine.